# Leider geil
Leider geil, auch Leider geil (Leider geil), ist das vierte Lied der CD Befehl von ganz unten der Hamburger Hip-Hop- und Electropunk-Band Deichkind.
Der Liedtitel geht auf Gereon Klug zurück und wurde 2012 österreichisches Jugendwort des Jahres.

## Inhalt
Im Lied werden von Philipp Grütering Handlungen oder Lebenseinstellungen aufgezählt, die meistens überhaupt nicht angebracht sind, dennoch von Sebastian Dürre als „leider geil“ eingestuft werden.

„Tu doch nicht so, du magst es doch auch, ich bin ein Teil von dir

Guck dich doch um, sieh sie dir an, sie sind genauso wie wir

Tu doch nicht so, du magst es doch auch, ich bin ein Teil von dir

Guck dich doch um, sieh sie dir an, sieh sie dir an, sieh sie dir an“

## Musikvideo
In dem von Timo Schierhorn realisierten Musikvideo sieht man zum Text passende, aneinander gereihte Ausschnitte aus verschiedenen YouTube-Videos, Nachrichten und sonstigen Quellen.

## Chartplatzierungen
| ChartsChartplatzierungen | Höchstplatzierung | Wochen |
| ------------------------ | ----------------- | ------ |
| Deutschland (GfK)        | 6 (26 Wo.)        | 26     |
| Österreich (Ö3)          | 6 (29 Wo.)        | 29     |
| Schweiz (IFPI)           | 61 (3 Wo.)        | 3      |

## Auszeichnungen für Musikverkäufe
Leider Geil wurde vom Bundesverband Musikindustrie mit einer goldenen Schallplatte ausgezeichnet. Damit wurde das Lied in Deutschland über 150.000 Mal verkauft. In Österreich erhielt Deichkind für die Single Leider Geil ebenfalls Gold für 15.000 verkaufte Exemplare.